# Кастра перегрина
Кастра перегрина (лат. Castra peregrina) е каструм построен специално за нуждите на фрументариите, спекулаториите и експлоаториите в Древен Рим, които принадлежат към преторианската гвардия, но изпълняват специални функции и преследват особени цели по осигуряване имперската сигурност.
Кастра перегрина се е намирала под Целий, в близост до по-сетнешната църква - ротонда „Санто Стефано“. В Кастра перегрина е съществувал малък храм на Юпитер, както и култови сгради за поклонение на други богове.
Кастра перегрина е построена през 2 век и просъществува като казармено помещение до 4 век.